# Nemo - Nessuno escluso
Nemo - Nessuno escluso (noto più semplicemente come Nemo) è stato un talk-show italiano in onda su Rai 2 condotto da Enrico Lucci e Valentina Petrini con la partecipazione della dj Ketty Passa.
La trasmissione è andata in onda per cinque edizioni dal 12 ottobre 2016 al 7 dicembre 2018. L'ultima edizione, partita il 26 ottobre dello stesso anno, è stata condotta dal solo Enrico Lucci. Il programma, del quale era inizialmente prevista una nuova edizione nei primi mesi del 2019, è stato sostituito dal nuovo talk show di Rai 2 Popolo sovrano, condotto dall’ideatore Alessandro Sortino.

## Il programma
Il programma è stato creato da Alessandro Sortino ed è prodotto da Fremantle Italia e Rai 2. Il format della trasmissione prevede, nel corso della puntata, la messa in onda di reportage su vari temi, con monologhi e vicende attinenti, raccontate talvolta dai loro protagonisti.
Gli autori sono: Alessandro Sortino, Umberto Alezio, Giuseppe Ciulla, Igor Artibani, Alessandra Ferrari, Silvia Franco, Celeste Laudisio, Elena Sciotti e Giorgia Sonnino.
La voce che si sentiva nella sigla della prima stagione è di Paolo Rossini.

## Edizioni

### Prima stagione
| n° | Data di messa in onda | Ospiti                                                          | Telespettatori | Share |
| -- | --------------------- | --------------------------------------------------------------- | -------------- | ----- |
| 1  | 12 ottobre 2016       | Nessuno                                                         | 854.000        | 3,79% |
| 2  | 19 ottobre 2016       | Emma Bonino, Erri De Luca, Rosita Celentano                     | 725.000        | 3,12% |
| 3  | 26 ottobre 2016       | Cecilia Strada, Aldo Busi, Ciro Petrone, Salvatore Castelluccio | 828.000        | 3,15% |
| 4  | 2 novembre 2016       | Costantino della Gherardesca, don Luigi Maria Epicoco           | 684.000        | 2,95% |
| 5  | 17 novembre 2016      | Nessuno                                                         | 978.000        | 3,73% |
| 6  | 24 novembre 2016      | Vittorio Zucconi, Gigio Barchiesi, Daniele Piervincenzi         | 906.000        | 3,38% |
| 7  | 1º dicembre 2016      | Nessuno                                                         | 878.000        | 3,35% |

### Seconda stagione
| n° | Data di messa in onda | Opinionisti in studio              | Ospiti | Telespettatori | Share |
| -- | --------------------- | ---------------------------------- | --- | -------------- | ----- |
| 1  | 23 febbraio 2017      | Morgan, Pierluigi Battista         | Mauro Corona, Ernesto Preatoni, Federico Pizzarotti, Barbara Alberti                                                            | 930.000        | 3,81% |
| 2  | 2 marzo 2017          | Riccardo Iacona, Andrea Delogu     | Ilaria Cucchi, Franco Boccuccia, Anita Likmeta, Alan Friedman, Renato Accorinti, Piero Villaggio                                | 1.174.000      | 4,73% |
| 3  | 9 marzo 2017          | Sabrina Nobile, Massimo Giannini   | Michele Emiliano, Tito Boeri, Federica Rocchi, Gian Luca Brambilla, Oliviero Beha, Francesco Montanari, Susanna Ceccardi        | 829.000        | 3,40% |
| 4  | 16 marzo 2017         | Camila Raznovich, Vauro            | Damiano Coletta, Giulio Tremonti, Giuliano Tavaroli, Paola Minaccioni, Francesco Sicignano, Giovanni Catelli, Oria Gargano      | 779.000        | 3,23% |
| 5  | 23 marzo 2017         | Mario Giordano, Fabio Caressa      | Suor Angela, Antonio Di Pietro, Maksim Cristan, Enrico Ioculano, Francesca Reggiani                                             | 821.000        | 3,46% |
| 6  | 30 marzo 2017         | Vittorio Sgarbi, Caterina Balivo   | Luca Perri, Don Aldo Buonaiuto, Udo Gümpel, Stefano Fresi, Sara El Debuch                                                       | 1.104.000      | 4,69% |
| 7  | 6 aprile 2017         | Cristina Parodi, Aldo Busi         | Emiliano Sbaraglia, Lirio Abbate, Lorenzo Pizzuti, Stefano Fresi, Sergio Pirozzi                                                | 853.000        | 3,50% |
| 8  | 13 aprile 2017        | Oliviero Toscani, Annalisa Chirico | Stefano Fresi, Lidia Vivoli, Ilaria Caprioglio, Damiano Rizzi                                                                   | 918.000        | 4,00% |
| 9  | 20 aprile 2017        | Piero Pelù, Francesca Fialdini     | Antonio Razzi, Alberto Negri, Gian Luca Brambilla, Mirko Frezza                                                                 | 1.058.000      | 4,51% |
| 10 | 27 aprile 2017        | Michele Riondino, Barbara Alberti  | Alessandro Orsini, Hevi Dilara, Gianni Dragoni, Florina Cazacu                                                                  | 1.183.000      | 5,06% |
| 11 | 4 maggio 2017         | Erri De Luca, Andrea Delogu        | Maurizio Landini, Marco Montemagno, Mirko Darar, Marco Riccio, Mario Sconcerti, Ilaria Consolo                                  | 1.152.000      | 5,06% |
| 12 | 11 maggio 2017        | Claudia Gerini, Andrea Vianello    | Giancarlo Moroni, Ubaldo Pantani, Alberto Negri, Gherardo Federigo Gaetani Dell'Aquila D'Aragona, Max Paiella, Roberto Brunetti | 1.169.000      | 5,24% |
| 13 | 25 maggio 2017        | Chiara Francini, Peter Gomez       | Diego Fusaro, Alex Schwazer, Yuri Guaiana, Pinuccio Lovero, Elena Stancanelli                                                   | 1.381.000      | 6,13% |
| 14 | 1º giugno 2017        | Michele Placido, Laura Chimenti    | Francesco Pannofino, Oscar Farinetti, Simone Saccucci, Anna Maria Barbera, Irina Osipova, Carlo Bonini                          | 1.119.000      | 5,47% |
| 15 | 8 giugno 2017         | Vittorio Sgarbi, Barbara Alberti   | Guido Maria Brera, Grazia Lizzio, Youssef El Hirnou, Paola Minaccioni, Pasquale Aprile                                          | 1.491.000      | 7,08% |

### Terza stagione
| n° | Data di messa in onda | Opinionisti in studio                          | Ospiti | Telespettatori | Share |
| -- | --------------------- | ---------------------------------------------- | --- | -------------- | ----- |
| 1  | 28 settembre 2017     | Cristiana Capotondi, Gerardo Greco             | Lorenzo Cremonesi, Ram Pace, Gino Pollicardo, Lele Mora                                                                           | 865.000        | 3,82% |
| 2  | 5 ottobre 2017        | Stefania Rocca, Aldo Cazzullo                  | Valentina Ruggiu, Ornella Vanoni, Fortunato Cerlino, Kawtar e Sonny, Lillo & Greg                                                 | 759.000        | 3,29% |
| 3  | 12 ottobre 2017       | Giuliana De Sio, Vittorio Sgarbi               | Massimo Lugli, Max Paiella, Gigi De Palo, Gianfranco Vissani, Andrea Franzoso, Giorgia Benusiglio                                 | 1.105.000      | 5,10% |
| 4  | 19 ottobre 2017       | Lino Banfi, Giulia Innocenzi                   | Gian Luca Brambilla, Roberto Giacobbo, Milena Vukotic, Karim Franceschi, Elena Stancanelli                                        | 980.000        | 4,38% |
| 5  | 26 ottobre 2017       | Nina Zilli, Peter Gomez                        | Pino Aprile, don Claudio Burgio, Emma Bonino, Massimiliano Bruno, Licia Troisi, Umberto Rapetto, Luciana Esposito                 | 907.000        | 4,04% |
| 6  | 2 novembre 2017       | Sergio Castellitto, Mia Ceran                  | Paolo Parisi, Maria Rita Parsi, Marco Cubeddu, Federico Moccia, Eleonora Giorgi                                                   | 1.028.000      | 4,59% |
| 7  | 9 novembre 2017       | Francesco Facchinetti, Barbara Alberti         | Virginia Raggi, Daniele Piervincenzi, Carlo Bonini, Luca Perri, Marco Rodari, Enrica Bonaccorti                                   | 1.712.000      | 7,74% |
| 8  | 16 novembre 2017      | Bruno Vespa, Natasha Stefanenko, Vauro Senesi  | Beatrice Lorenzin, Pietrangelo Buttafuoco, Francesco Acquaroli, Carlotta Mattiello                                                | 1.352.000      | 6,00% |
| 9  | 23 novembre 2017      | Bianca Berlinguer, Giampaolo Morelli           | Paolo Borrometi, Vincenzo Agostino, Matteo Salvini, Francesco Rutelli, Lando Buzzanca                                             | 1.330.000      | 5,82% |
| 10 | 30 novembre 2017      | Gianmarco Tognazzi, Barbara Alberti            | Sandro Ruotolo, Michele Serra, Maurizio Landini, Roberto Cavallo, Umberto Guidoni                                                 | 1.436.000      | 6,50% |
| 11 | 8 dicembre 2017       | Max Giusti, Mia Ceran                          | Paola Minaccioni, Mariolina Simone, Gianluca Comandini, Vera Squatrito, Peppe Dell'Acqua, Simone Cristicchi, Marco "Kim" Occhetti | 829.000        | 3,90% |
| 12 | 15 dicembre 2017      | Costantino della Gherardesca, Tiziana Ferrario | Riccardo Chartroux, Daniela Martani, Patrizio Rispo, Marco Cubeddu, Mia Canestrini                                                | 1.007.000      | 4,86% |

### Quarta stagione
| n° | Data di messa in onda | Opinionisti in studio                              | Ospiti | Telespettatori | Share |
| -- | --------------------- | -------------------------------------------------- | --- | -------------- | ----- |
| 1  | 9 marzo 2018          | Ilenia Pastorelli, Vittorio Zucconi                | Federica Angeli, Stefano Fassina, Giorgia Battocchio, Micol Graziano, Pietrangelo Buttafuoco, Pino Aprile                  | 1.009.000      | 4,5%  |
| 2  | 16 marzo 2018         | Valeria Marini, Emiliano Fittipaldi                | Giada Zhang, Gino Rigoldi, Oliviero Toscani, Francesco Montanari, Marina Zanotti, Alfredo Ferrante, Mauro Cicala Baghetti  | 887.000        | 4,1%  |
| 3  | 23 marzo 2018         | Alba Parietti, Antonio Padellaro, Tommaso Labate   | Daniela Manzitti, Enrico Galletti, Nunzia De Girolamo, Alberto Negri, Piera Degli Esposti, Massimo Ferrero                 | 1.362.000      | 6,3%  |
| 4  | 30 marzo 2018         | Leo Gullotta, Annalisa Chirico                     | Vittorio Sgarbi, Paola Minaccioni, Francesco Laurenzi, Franca Braga, Moni Ovadia, Rosanna Lambertucci                      | 1.282.000      | 6,2%  |
| 5  | 6 aprile 2018         | Rossella Brescia, Alberto Matano                   | Giampiero Mughini, Irene Pivetti, Carlotta Chiarelli, Enrico Bertolino, Paolo Crepet, Rocco Hunt, Fabio Testi              | 1.115.000      | 5%    |
| 6  | 13 aprile 2018        | Piero Pelù, Emma D'Aquino                          | Antonello Caporale, Lino Banfi, Paolo Borrometi, Roberta Petrucci, Barbara Alberti, Andrea Trisciuoglio                    | 828.000        | 3,7%  |
| 7  | 20 aprile 2018        | Francesco Montanari, Mia Ceran, Pierluigi Battista | Alessandra Ghisleri, Fabrizio Moro, Enzo Di Marco, Carlo Cottarelli, Guillermo Mariotto, Francesca Santoro, Pamela Prati   | 864.000        | 4%    |
| 8  | 27 aprile 2018        | Alba Parietti, Alessandro Milan                    | Maria Rita Parsi, Sergio Rizzo, Mario Di Maio, Elia Minari, Mirko Frezza, Massimo Lugli, Solange                           | 917.000        | 4,4%  |
| 9  | 4 maggio 2018         | Carolina Crescentini, Riccardo Iacona              | Barbara Lezzi, Marco Berry, Fulvio De Nigris, Saverio Raimondo, Elisabetta Paciotti, Fortunato Cerlino, Raffaello Tonon    | 941.000        | 4,2%  |
| 10 | 11 maggio 2018        | Vincenzo Salemme, Andrea Delogu                    | Max Paiella, Fabrizio Potetti, Michele Ainis, Gianluca Nicoletti, Carlo Pedersoli Jr., Enrico Giovannini, Matteo Cavagnini | 1.116.000      | 5,3%  |
| 11 | 18 maggio 2018        | Francesco Facchinetti, Sarah Varetto               | Maurizio Landini, Murayo Torregrossa, Massimo Canevacci, Ilaria Cucchi, Michele Romeo, Noemi Montanaro                     | 953.000        | 4,5%  |
| 12 | 25 maggio 2018        | Stefania Sandrelli, Mario Giordano                 | Fulvio Abbate, Mirko Sarcella, Alfonso Citro, Gianni Dragoni, Maria Teresa Giglio, Francesco Taccone                       | 1.062.000      | 5,3%  |
| 13 | 8 giugno 2018         | Cesare Bocci, Barbara Alberti                      | Giulio Beranek, Gianni Maddaloni, Mario Tozzi, Lamberto Boranga, Alvaro Vitali, Gloria Guida, Alessandro Sortino           | 940.000        | 4,8%  |

### Quinta stagione
| n° | Data di messa in onda | Opinionisti in studio                 | Ospiti                                                                                            | Telespettatori | Share |
| -- | --------------------- | ------------------------------------- | ------------------------------------------------------------------------------------------------- | -------------- | ----- |
| 1  | 26 ottobre 2018       | Cesare Bocci, Alba Parietti           | Oliviero Toscani, Luigi Di Maio, Giovanni Cacioppo, Gué Pequeno, Flavia Vento                     | 1.134.000      | 5,2%  |
| 2  | 2 novembre 2018       | Giampiero Mughini, Monica Giandotti   | Antonio Tajani, Daniele Piervincenzi, Gianpietro Ghidini, Nick Luciani                            | 966.000        | 4,6%  |
| 3  | 9 novembre 2018       | Stefania Sandrelli, Andrea Marcolongo |                                                                                                   | 678.000        | 3,1%  |
| 4  | 16 novembre 2018      | Pierluigi Battista, Andrea Delogu     |                                                                                                   | 1.013.000      | 4,62% |
| 5  | 23 novembre 2018      | Max Giusti, Bianca Berlinguer         |                                                                                                   | 958.000        | 4,3%  |
| 6  | 30 novembre 2018      | Mia Ceran, Luca e Paolo               | Valeria Grasso, Giorgia Meloni, Vanessa Adabir Aznar, Paolo Pasquali, Angelo Sanzio               | 1.027.000      | 4,7%  |
| 7  | 7 dicembre 2018       | Peter Gomez, Barbara Alberti          | Luca Di Bartolomei, Enrica Scielzo, Alberto Negri, Jennifer Omoruyi, Lorena Bianchetti, Iris Brun | 1.008.000      | 4,8%  |

## Ascolti
| Edizione | Anno | Telespettatori | Share |
| -------- | ---- | -------------- | ----- |
| 1ª       | 2016 | 836.000        | 3,35% |
| 2ª       | 2017 | 997.000        | 4,62% |
| 3ª       | 2017 | 1.084.000      | 5,00% |
| 4ª       | 2018 | 1.021.000      | 4,79% |
| 5ª       | 2018 | 969.000        | 4,47% |